# Mauritz Hammarberg
Lars Mauritz Fabian Hammarberg, född  20 januari 1871 i Finnboda, Sicklaö landskommun, död 28 mars 1947 i Oscars församling, Stockholm, var en svensk trädgårdsarkitekt. Åren 1906–1936 var han Stockholms stadsträdgårdsmästare. 
Mauritz Hammarberg praktiserade trädgårdsyrket vid olika svenska herrgårdar. I Helsingfors arbetade han 1889–1891 vid  Helsingfors stadsplanteringar. År 1893 utexaminerades han från Kungliga Skogs- och Lantbruksakademiens trädgårdsskola. Under åren 1894–1898 studerade han anläggningskonst på studieresor i Tyskland, England och Frankrike.
År 1898 blev han stadsträdgårdsmästare i Åbo, där han tjänstgjorde till 1906. Enligt Mauritz Hammarbergs parkplan för Åbo byggdes bland annat Kuppisparkens första fågeldammar år 1905 och redan 1902 skaffades de första lekredskapen som var gungbräda och gunga. År 1912 öppnades en utebassäng i parken. Människorna uppmanades att leva friskt och sportigt, och sommartid ordnades idrottsfester, cykling och dragkamp.
År 1906 tillträdde han tjänsten som stadsträdgårdsmäsater i Stockholm och blev Alfred Medins efterföljare. Under sina 30 tjänsteår som trädgårdsmästare i Stockholm fullföljde han föregångarens påbörjade projekt och skapade en lång rad nya parker, här kan nämnas Stureparken (1906), Kungsholmstorg (1907), Eriksbergsparken (1920), Högalidsparken (1916–1923), Nobelparken (1929–1930), Skinnarviksparken (1930-tal) och Pålsundsparken (1911–1932). Vid många av dessa projekt arbetade han hand i hand med Per Olof Hallman, som var ungefär vid samma tid vice stadsarkitekt i Stockholm (från 1913) och chef för stadsplanekontoret (1921–1927). 
Mauritz Hammarberg var ordförande i föreningen Sveriges stadsträdgårdsmästare (1920–1931), ordförande i Stockholms gartnersällskap (1927–1939) och ordförande i Gartnerfonden (1931–1940). Hammarberg avgick med pension den 31 januari 1936 och efterträddes av arkitekten Osvald Almqvist.
Mauritz Hammarberg är gravsatt på Norra begravningsplatsen utanför Stockholm.